# غيتانو بيروسيني
غيتانو بيروسيني (بالإيطالية: Gaetano Perusini) ـ (1879- 8 ديسمبر 1915) طبيب إيطالي وتلميذ ومعاون ألويس ألزهايمر. ولد في أوديني سنة 1879، وبعد تخرجه بفترة قصيرة انتقل إلى ألمانيا، حيث عمل مع عالم النفس المعروف إميل كريبلن. شارك بيروسيني في اكتشاف وتعريف داء ألزهايمر سنة 1915. وعندما اندلعت الحرب العالمية الأولى عاد إلى إيطاليا ليتطوع في الجيش الإيطالي في العام ذاته.
لقي بيروسيني مصرعه في 8 ديسمبر 1915 متأثرًا بانفجار قنبلة أثناء علاجه لأحد الجنود المصابين في إحدى معارك الحرب العالمية الأولى، ومنح وسام الشجاعة الفضي بعد وفاته.